# 蒙特圣玛丽亚-蒂贝里纳
蒙特圣玛丽亚-蒂贝里纳（義大利語：Monte Santa Maria Tiberina）是意大利佩鲁贾省的一个市镇。总面积71.98平方公里，人口1239人，人口密度17.2人/平方公里（2009年）。ISTAT代码为054032。